# 데이브 스튜어트 (야구 선수)
데이비드 키스 스튜어트(David Keith Stewart, 1957년 2월 19일 ~ )는 미국의 프로 야구 총장, 투수 코치, 스포츠 중계인으로 은퇴한 출발 투수이며, 메이저 리그 베이스볼 애리조나 다이아몬드백스의 총지배인이다. 1975년 메이저 리그 베이스볼 드래프트에서 로스앤젤레스 다저스의 16번째에 선발된 스튜어트의 메이저 리그 베이스볼 경력은 1978년부터 1995년을 통하여 걸쳤으며, 3.95의 경력 방어율과 4개의 연속적 시즌들에서 20개의 경기를 우승한 것을 포함하여 168 승 129 패를 수집하는 동안 3개의 월드 시리즈를 우승하였다. 그는 다저스, 텍사스 레인저스, 필라델피아 필리스, 오클랜드 애슬레틱스와 토론토 블루제이스를 위하여 투구하였다.
그는 메이저 리그 베이스볼의 올스타였고, 자신의 공식 이수의 시즌 상연 - 1회의 월드 시리즈 MVP 상과 2회의 리그 챔피언십 시리즈 MVP 상과 타자들에게 투구할 때 그들을 노려보기로 알려졌다. 선수 경력 후에 그는 샌디에이고 파드리스, 밀워키 브루어스와 블루제이스를 위한 투수 코치와 보조 지배인을 지냈다. 2014년 시즌의 말기에 다이아몬드백스가 그를 총지배인으로 기용할 때까지 그는 또한 샌디에이고에 기지를 둔 스포츠 중계인이 되었다.

## 어린 시절
캘리포니아주 오클랜드에서 태어났다. 그의 아버지 데이비드는 부두 노동자였고, 어머니 내털리는 통조림 공장에서 일하였다. 부친은 스튜어트가 아무도 공을 치는 생활을 만들 수 없던 것 같은 느낌이 든 이유로 그가 스포츠를 활약하는 것을 원하지 않자, 그의 형이 야구를 가르쳤다고 한다.
그는 세인트엘리자베스 고등학교에서 수학하며, 자신이 포수로 활약한 야구와 미식축구에서 올아메리칸 명예들을 얻었다. 그는 또한 농구 팀에 작은 포워드로서 한 경기에 16점을 평균하였다. 그는 미식축구를 하는 데 30개의 대학 장학금이 마련되었으나 1975년 메이저 리그 베이스볼 드래프트의 16번째 라운드에서 그를 선택한 로스앤젤레스 다저스와 함께 계약을 맺으면서 그들을 거절하였다.

## 프로 경력

### 로스앤젤레스 다저스
다저스는 스튜어트의 강한 팔의 이유로 그를 투수로 전향시키는 데 결정하였다. 그는 노스웨스트 리그의 벨링햄 다저스와 자신의 프로 데뷔를 하였다. 그는 시즌의 첫 24개의 경기들을 패하면서 기록이 세워진 벨링햄 팀을 위하여 22개의 투구한 경기들에서 5.51의 방어율과 함께 0 승 5 패의 기록을 가졌다. 그는 1976년 시즌의 말기에 미드웨스트 리그로 승진하였고, 1977년 클린턴 다저스와 함께 24개의 출발 경기에서 2.15의 방어율과 함께 17 승 4 패로 발진의 시즌을 가졌다. 자신의 인상적 시즌에 불구하고, 그는 당시 벌링턴 비스와 활약한 훗날의 명예의 전당 헌액자 폴 몰리터에게 미드웨스트 리그 MVP와 최고의 번영 명예들을 잃고 말았다. 스튜어트는 1978년 시즌을 위하여 텍사스 리그의 AA 샌안토니오 다저스로 승진하였다. 그는 샌안토니오를 위하여 28개의 출발 경기에서 3.68의 방어율과 함께 14 승 12 패를 가졌다.
9월 22일 스튜어트는 자신의 첫 메이저 리그 데뷔를 하여 샌디에이고 파드리스를 상대로 구원의 2개의 이닝을 투구하였다. 그는 단 하나의 타자를 스트라이크아웃 시키는 동안 단 하나의 타구 만을 허용하였다. 그 일은 그 시즌에 다저스를 위한 단 하나의 출연이었고, 1979년과 1980년 시즌들의 전부를 AAA 앨버커크 듀크스와 보냈다. 1979년 듀크스를 위하여 28개의 경기들에서 11 승 12 패의 기록과 5.24의 방어율에 불구하고 스튜어트는 자신이 잘 투구한 것 같이 느꼈고, 9월의 소집을 받지 않을 때 실망하였다. 1980년 그는 퍼시픽 코스트 리그 선수권을 우승한 듀크스 팀을 위하여 3.70의 방어율과 함께 15 승 10 패를 기록하였다.
스튜어트는 1981년 다저스와 함께 봄 훈련을 하러 갔다. 자신이 선택의 밖에 있던 이유로 다저스는 다른 팀에게 그를 잃는 위험 없이 마이너 리그로 그를 돌려보낼 수 없었다. 그는 그를 나가도록 결정하였으나 자신들의 마음을 돌리고 대신 돈 스탠하우스를 해고시켰다. 그는 다저스의 오프닝 데이 로스터를 만들어 그 시즌에 구권 투구를 하고, 2.49의 방어율과 6개의 세이브와 함께 32개의 경기들에 나왔다. 그는 자신이 밥 웰치의 구원에서 2개의 득점하지 않은 이닝들에 있을 때 4월 13일 샌프란시스코 자이언츠를 상대로 시즌의 자신의 첫 출연에서 자신의 첫 메이저 리그 우승을 거두었다. 그의 첫 세이브는 8월 16일 애틀랜타 브레이브스를 상대로 기록되었다. 6월 12일 야구 선수들이 파업에 들어갈 때 스튜어트는 재정적으로 강한 압력에 놓였고, 금속구를 소유한 다저스의 팬을 위하여 일하러 갔으며 동료 선수 보비 카스티요와 함께 준프로 팀과 활약하였다. 다저스는 그 시즌에 플레이오프에 이루고, 스튜어트는 공식 이후의 시즌 활동의 자신의 첫 맛을 보아 휴스턴 애스트로스를 상대로 디비전 시리즈의 첫 2 경기들에서 패배한 투수로 명예를 얻었다. 그는 첫 경기에서 앨런 애슈비에게 끝내기 홈런을 허용하였고, 2번째 경기의 11번째 이닝에서 본루에 도달하는 데 우승하는 득점을 허용하였다. 그는 2개의 경기들에서 극점을 허용하지 않으면서 자신을 도로 찾고, 다저스가 6개의 경기들을 우승한 뉴욕 양키스를 상대로 1981년 월드 시리즈에서 다저시를 위하여 나타났다.
1982년 그는 출발과 구원 투수 둘다로서 시간을 보내고, 45개의 경기들에 나와 3.81의 방어율과 함께 9 승 8 패였다. 다저스는 포수 짐 선드버그를 위한 일괄에서 1982년 시즌 후에 스튜어트를 텍사스 레인저스로 거의 이적시킬 뻔 하였지만 선드버그는 자신의 이적되지 않는 조항을 포기하려고 하지 안았다. 1983년 그는 한 경기를 제외하고 전부 구원 투수로서 5 승 2 패를 거두고 2.96의 방어율과 함께 다저스와 46개의 경기들에 나왔다. 7월 11일 그는 난폭한 투구에 3개의 득점이 올릴 때 다저스의 감독 토미 라소다가 자신이 이제까지 본 가장 미치광이의 순간들 중에 하나로 불린 활약의 일부였다.

### 텍사스 레인저스

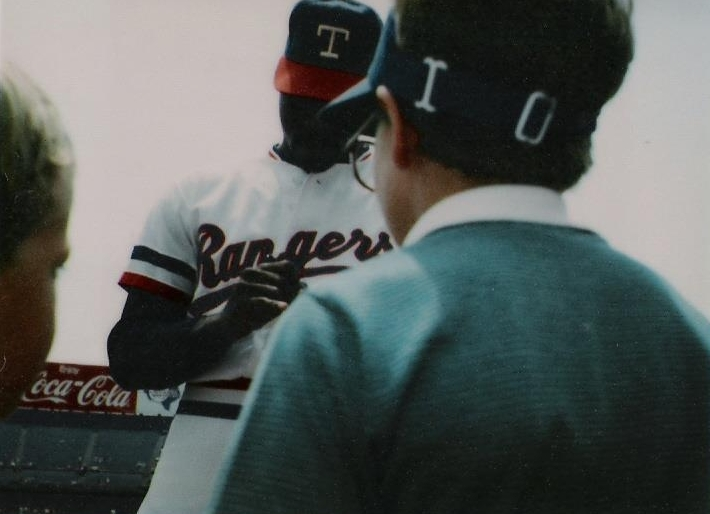
1985년 4월 28일 알링턴 스타디움에서 자신의 사인을 하는 스튜어트

1983년 8월 19일 다저스는 릭 하니컷을 위하여 스튜어트를 레인저스로 이적시켰다. 레인저스는 그를 출발 교체에 놓았고, 그는 팀을 위하여 뻗어진 8개의 출발을 만들었다. 그는 2.14의 방어율과 함께 5 승 2 패였다. 1984년에 그는 분투하였다. 그는 자신의 교체의 지점을 잃기 전에 27개의 출발에서 4.73의 방어율과 함께 5 승 2 패였다. 톰 하우스는 1985년 1월 팀의 새 투수 코치로 가입하였다. 그는 스튜어트가 새로운 투구를 필요하는 데 결정하여 갈라진 손가락의 패스트볼을 가르치기 시작하였다. 그는 그해 레인저르를 위하여 구원 투수가 되었으나 결과들은 좋지 않았다. 5월 22일 그는 캔자스시티 로열스의 호르헤 오르타에게 3점 홈런을 포기하였다.
팀의 새 총지배인 톰 그리브는 스튜어트에게 그의 비평들로 5백 달러의 벌금을 물게 하였으나 그리브가 스튜어트를 이적시키는 데 요규한 레인저스의 소유자 에디 차일스를 위하여 충분하지 못하였다. 그를 위한 약한 매매를 찾은 후에 레인저스는 투수 릭 수어호프를 위하여 9월 13일 스튜어트를 필라델피아 필리스로 이적시킬 수 있었다. 그해 레인저를 위한 42개의 경기들에서 그는 5.42의 방어율과 함께 0 승 6 패였다.

### 필라델피아 필리스
오프 시즌에 그는 일본 프로 야구의 요미우리 자이언츠와 협상하였으나 그들은 계약에 기간들을 동의하지 않자, 필리스와 재계약을 맺었다.
1985년과 1986년 시즌들의 일부들에 스튜어트는 필리스를 위하여 12개의 경기들에 나와 6.00의 방어율을 기록하였다. 스튜어트가 투구의 파손이라는 소문들이 나타났으나 팀은 1986년 5월 9일 그를 내보냈다.

### 오클랜드 애슬레틱스
스튜어트는 볼티모어 오리올스와 예선 경기를 가졌으나 그들은 AA 클래스에서 그를 위한 자리를 가지지 않았다고 그에게 말하였다. 그는 5월 23일 오클랜드 애슬레틱스와 함께 자유 계약 선수로서 계약을 맺었다. AAA 터코마 타이거스와 1개의 경기 후에 스튜어트는 애슬레틱스의 로스터에 가입하였다. 7월 1일에 열린 경기에서 벤치를 제거하는 싸움을 일으킨 경기가 열리는 동안에 스튜어트는 클리블랜드 인디언스의 감독 팻 코랄레스를 주먹으로 쳤다. 그는 4개의 경기들에서 정직당하고 벌금을 물게 되었다. 또한 그해에 스튜어트는 자신의 패스트볼과 슬라이더를 공급하는 데 포크볼을 개발하였다. 그해에 17개의 출발 경기들과 함께 그는 애슬레틱스를 위하여 29개의 경기들에서 투구하였다. 그는 3.74의 방어율과 함께 9 승 5 패였다.
스튜어트는 1987년 시즌을 대비하여 애슬레틱스와 2년의 50만 달러 계약을 맺었다. 그는 그해에 3.68의 방어율을 기록하고 205명의 타자들을 스트라이크아웃 시키는 동안 20개의 경기들을 우승하였다. 그는 자신의 투구를 향상시키는 데 도움을 주면서 투수 코치 데이브 덩컨에게 명예를 주었다. 1988년 그는 자신의 첫 8개의 경기들을 우승하고 그달의 메이저 리그 베이스볼 투수 상을 수상하였다. 그는 14개의 완료 경기들과 275에 3분의 2 이닝을 투구하면서 아메리칸 리그를 이끄는 동안 21 승 12 패로 갔다. 스튜어트는 그해의 아메리칸 리그 챔피언십 시리즈에서 보스턴 레드삭스를 쓸어버린 애슬레틱스의 4번째 경기에서 2개의 경기들을 시작하였다. 시리즈 후에 그의 감독 토니 라 루사는 자신이 "높은 품질의 선수 혹은 사람을 전혀 만난 적이 없다"고 말하였다. 스튜어트는 다저스를 상대로 1988년 월드 시리즈의 첫 경기에서 출발 투수였다. 경기에 대비하여 그는 다저스의 2루수 스티브 색스에게 자신이 그의 목을 칠 것이라고 말하였다. 그는 가까이 와서 색스의 왼쪽 어깨에 강타하였다. 다저스에게 간 경기에서 커크 깁슨이 데니스 에커슬리에 끝내기 홈런을 치기 전에 스튜어트는 8개의 이닝에서 3개의 득점을 허용하여 우승을 위하여 라인에 있었다. 3일간의 휴식에 일하면서 스튜어트는 4번째 경기에서 별로 좋지 않아 4개의 득점을 허용하고 패배를 올리는 데 6번째 이닝에서 하나의 아웃과 함께 경기를 떠났다. 다저스는 5번째 경기에서 우승과 함께 자신들의 챔피언십을 끝냈다.
1989년 스튜어트는 36개의 출발 경기들에서 3.32의 방어율과 함께 21 승 9 패였다. 라 루사 감독은 올스타 경기에서 아메리칸 리그 팀의 감독이기도 하였고, 팬들이 맘에 들던 놀런 라이언에 아메리칸 리그 팀을 위하여 시작하는 데 스튜어트를 뽑았다. 그는 경기에서 자신의 1개의 이닝에서 2개의 득점들을 허용하였다. 그는 아메리칸 리그 사이 영 상을 위한 투표에서 로열스의 투수 브렛 세이버하겐에게 밀려 2위를 하였다.
그해에 열린 아메리칸 리그 챔피언십 리그에서 스튜어트는 2.81의 방어율과 함께 자신이 투구한 양경기를 우승하였다. 월드 시리즈에서 스튜어트는 샌프란시스코 자이언츠를 상대로 첫 경기에서 완투 시합의 완봉을 투구하였다. 시리즈는 3번째 경기가 열리기 전에 베이 지역에서 일어난 지진 사태로 방해되었다. 10일 후에 시리즈는 다시 열리자 스튜어트는 애슬레틱스를 위하여 3번째 경기를 시작하여 7번째 이닝에서 자신이 3개의 득점들을 허용할 때 자신의 2번째 시리즈 우승을 거두었다. 애슬레틱스는 4개의 경기들에서 시리즈를 휩쓸고 스튜어트는 시리즈의 MVP로 선발되었다. 이 일은 당시 야구에서 가장 큰 계약이었다.
1990년 스튜어트는 36개의 출발 경기에서 2.56의 방어율과 함께 22 승 11 패였다. 그는 방어율에서 2위를 하고 사이 영 수상 투표에서 3위를 하는 동안에 투구(267), 완투 시합(11)과 완봉(4)에서 리그를 이끌었다. 6월 29일 스카이 돔에서 그는 무안타를 쳤으며, 1973년 짐 비비 이래 아프리카계 미국인 선수에 의한 첫 무안타였다. 같은 날 다저스의 페르난도 발렌수엘라가 다저 스타디움에서 세인트루이스 카디널스에 무안타를 쳐 같은 날에 양리그에서 무안타가 던져진 메이저 리그 역사상 처음이었다. 스튜어트는 우승 후보였던 애슬레틱스가 신시내티 레즈를 상대로 1990년 월드 시리즈의 첫 경기에서 출발 투수로 시작하였다. 하지만 에릭 데이비스가 첫 이닝에서 스튜어트에 2점의 홈런을 치자, 레즈가 전복을 이기면서 그는 4개의 이닝 만에 버티었다. 그는 4번째 경기에서 더욱 낳게 투구하여 완투 시합을 투구하는 동안에 단 하나의 득점을 허용하였으나 레즈가 경기를 우승하고 시리즈의 휩씀을 끝냈다.
1990년 시즌 후에 스튜어트는 일본에서 일본 올스타 팀을 상대로 8개의 경기 시리즈를 활약한 메이저 리그 올스타 팀의 일부였다. 그는 팽팽한 갈비 근육의 이유로 1991년 자신의 경력 사상 처음으로 장애자 명단에 놓였으며 시즌의 3주를 놓치는 원인이 되었다. 그가 복귀할 때 그는 예전같이 지배적이지 못하였다. 그의 위기들은 스트라이크를 위한 자신의 포크볼을 던지는 데 무능의 이유로 어는 정도였고, 결과로서 그는 적은 확신과 함께 투구하였다. 35개의 출발 경기에서 스튜어트는 1991년에 높은 5.18의 방어율과 함께 11 승 11 패로 끝냈고, 1987년 이래 처음으로 애슬레틱스는 플레이오프를 놓쳤다.
스튜어트는 1992년 시즌의 거의를 위하여 무릎 건염에 의하여 폐가 끼쳤으나 아직도 31개의 출발 경기들을 이루어 3.66의 방어율과 함께 12 승 10 패의 기록을 가졌다. 애슬레틱스가 플레이오프로 돌아왔으나 이번에는 아메리칸 리그 챔피언십 리그에서 토론토 블루제이스에게 패배하면서 보였다. 스튜어트는 시리즈의 제1 시합을 시작하고 애슬레틱스가 이긴 경기에서 3개의 득점 만을 허용하는 동안에 7.2의 이닝을 투구하였다. 애슬레틱스는 다음 3개의 경기들을 패하여 탈락에 직면하였다. 그는 5번째 경기에서 완투 경기의 승리를 투구하면서 응답되었으며, 2개의 타점 만을 허용하였다. 그 일은 1986년 캘리포니아 에인절스를 상대로 보스턴 레드삭스의 브루스 허스트 이래 아메리칸 리그 챔피언십 시리즈에서 첫 완투 시합이었다. 하지만, 블루제이스는 시리즈를 차지하는 데 다음 경기를 우승하여 공식 이후의 시즌으로부터 애슬레틱스를 탈락시켰다.

### 토론토 블루제이스
스튜어트는 1992년 12월 8일 블루제이스와 8.5백만 달러의 2년 계약을 맺었다. 그는 애슬레틱스를 떠나는 데 슬펐다고 말하였으나 블루제이스가 그들의 제공과 함께 더욱 존경하는 마음으로 자신을 대하였다는 느낌이 들었다.
1993년 블루제이스의 교체의 일원으로서 스튜어트는 26개의 출발 경기에 이루어 4.44의 방어율과 함께 12 승 8 패였다. 그는 시즌 동안에 다수의 부상을 겪었으나 블루제이스는 다른 투수들에게 제공한 성원은 물론 그의 마음과 경쟁적의 이유로 그에게 인상을 주었다. 블루제이스는 스튜어트가 2번째 경기에서 불러진 아메리칸 리그 챔피언십 리그로 이루었다. 그는 우승을 거두는 데 6번째 이닝에서 단 하나의 득점을 허용하였다. 자신의 다음 출발 경기가 있기 하루 전에 시카고에서 이미 팀의 나머지들이 있는 동안에 그는 토론토에 있으면서 캐나다에서 추수 감사절에 노숙자들에게 음식을 배달하는 데 구세군 교회를 도왔다고 한다. 그는 시간에 맞게 경기로 이루어 자신의 시리즈의 두번째 우승에서 7.1의 이닝을 투구하여 블루제이스를 월드 시리즈로 보낸 6번째 경기에 결말을 지었다. 그는 자신 경력상 두번째로 아메리칸 리그 챔피언십 시리즈 MVP로서 선택되었다. 필라델피아 필리스를 상대로 그해의 월드 시리즈에서 스튜어트는 2번째 경기에서 출발하여 드문 공식 이후의 시즌 패배를 차지하는 데 6개의 이닝들에서 5개의 득점을 허용하였다. 그럼에 불구하고, 그는 자신의 다음 출발로 들어가는 데 자신감이 있었고, 다른 챔피언십을 위한 만큼 존경을 위하여 투구하였다고 말하였다. 그는 6개의 이닝에서 4개의 득점들을 허용하였으나 블루제이스가 조 카터에 의한 3점의 끝내기 홈런으로 감사하는 데 충분하여 시리즈를 차지하면서 8 대 6으로 승리하였다.
스튜어트는 1994년 시즌을 위하여 블루제이스와 남아있었고, 1994 ~ 95 시즌의 야구 파업이 퍼지기 전에 5.87의 방어율과 7 승 8 패의 기록과 함께 22개의 출발 경기들에 이루었다. 그는 시즌의 말기에 은퇴하기로 계획하였으나 선수들로 향한 팬들의 일부에 공감의 부족에 의하여 괴롭힘을 당하였다. 그는 후에 파업이 끝난 후 야구를 위하여 같은 열정을 전혀 느끼지 않았다고 말하려고 했다.

### 애슬레틱스로 복귀와 은퇴
파업이 결국 끝날 때 그는 1995년 4월 8일 애슬레틱스와 재계약을 맺고, 4월 26일 그들의 오프닝 데이의 출발 선수였다. 하지만 그는 자신의 이전 형성을 되찾지 못하였다. 스튜어트는 9개의 득점들을 위하여 진동되었고 2번째 이닝에서 단 하나의 아웃과 함께 경기로부터 제외되었다. 16개의 출발에서 그는 6.89의 방어율과 함께 3 승 7 패였고, 스튜어트가 1986년 이래 처음으로 불펜으로 이동하여 토드 밴 포펠에 의하여 교체에서 대체되리라고 공동적으로 선언하는 데 감독을 자극하였다. 스튜어트는 불펜으로 옮기는 것보다 은퇴하기로 선택하였다. 7월 24일 은퇴를 선언하였다.